# نت‌های زینت

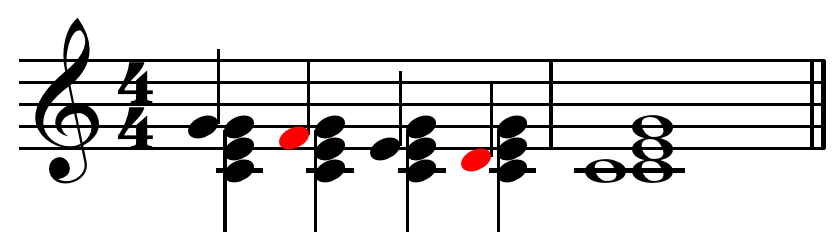
مثال از نت‌های زینت و غریبه با آکورد (به رنگ قرمز)

نت‌های زینت (انگلیسی: Nonchord tone) نت‌های «غیر هارمونیک» یا «غریبه با آکورد» هستند. نت زینت بخشی از یک ملودی یا ساختار هارمونیک است که در درجه‌بندی آکورد قرار نمی‌گیرد.
نت‌های زینت اغلب در دوران قواعد مشترک مورد بحث و استفاده بود اما می‌تواند در تجزیه و تحلیلِ انواع موسیقی تنال و موسیقی پاپ قرار گیرد. نت‌های زینت به شکل‌های مختلف در آثار موسیقی کاربرد دارند و کمک می‌کنند تا در حرکت‌های ملودیک، هارمونیک و کنترپوانتیک از کم‌ترین آکورد استفاده شود.

## انواع نت‌های زینت
نت‌های زینت انواع مختلفی دارد که عبارتند از: نت عجله، بُرودری (همسایه)، نت گذر (پاساژ)، آپاژیاتور، نت تأخیر، گریز (اِشاپِه)، کامبیاتاو نت پدال.

### نت عجله
نتی است غریبه و متعلق به آکورد بعدی که زودتر شنیده می‌شود. این نت همیشه روی «ضرب ضعیف» میزان قرار گرفته و بیشترین کاربردِ آن در کادانس‌ها است. در یک آکورد، همزمان می‌توان از دو نتِ عجله و غریبه با آکورد استفاده کرد.

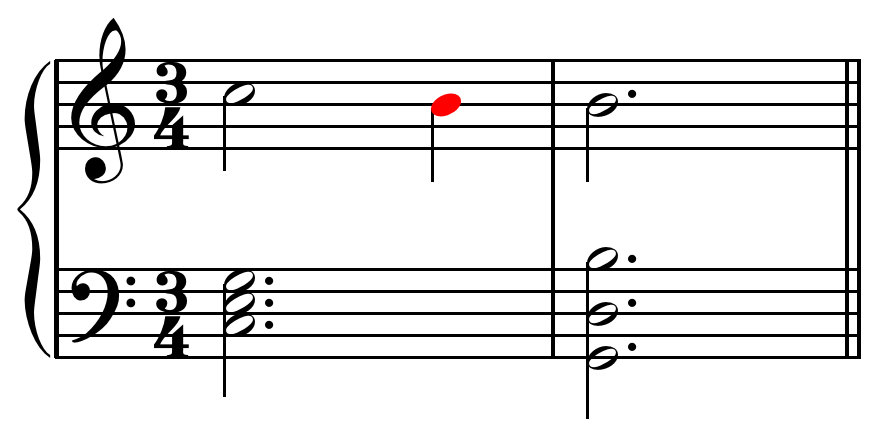
نت عجله (به رنگ قرمز) که متعلق به آکورد بعدی است ولی زودتر از موعد شنیده می‌شود

### نت همسایه
نت همسایه (بُرودری) به صورت متصل از نت آکورد جدا شده و مجدد در جای اول خود قرار می‌گیرد. نت همسایه می‌تواند به بالا یا پایین حرکت کرده و چون نتی است غریبه با آکورد، از تغییرات کروماتیک هم می‌توان استفاده کرد. نت همسایه باید در «ضرب ضعیف» میزان قرار گرفته و کشش آن نباید از نت‌های طرفینِ خود بیشتر باشد. نت همسایه می‌تواند در درون یک آکورد استفاده شود یا به آکورد بعدی وصل شود.

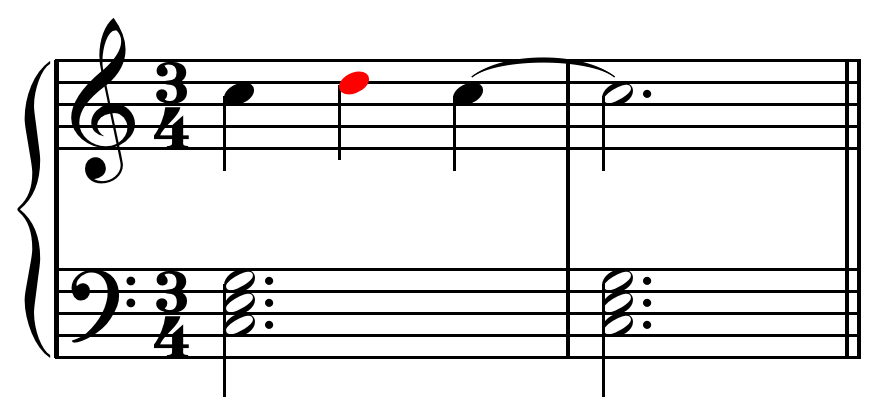
نت برودری

نوع دیگر از کاربرد نت همسایه، استفاده از دو نت غریبه نسبت به آکورد است که بُرودری دوبل نامیده می‌شود. در این حرکت اولین نت غریبه به بالا و نت دوم به پایین یا بالعکس حرکت کرده و سپس به نت اصلی آکورد بازمی‌گردد. به عبارتی دیگر «بُرودری دوبل» از چهار نت تشکیل می‌شود. نت اول و چهارم مشترک و نت‌های دوم و سوم «غریبه با آکورد» هستند.

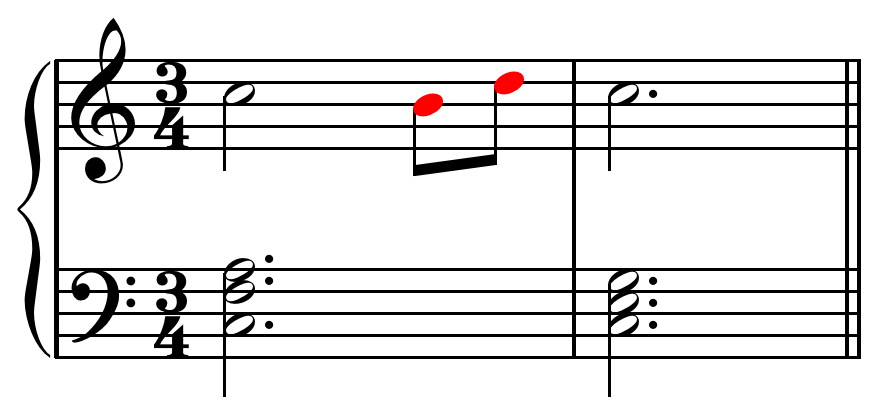
برودری دوبل

### نت گذر
نت گذر یا پاساژ، پُرکنندهٔ حرکت پرشی یک آکورد است. نت گذر متداولترین نتِ زینت است. حرکت این نت به بالا یا پایین است و این حرکت می‌تواند کروماتیک نیز باشد. نت پاساژ از یک نتِ آکورد به صورت متصل جدا شده و به یکی دیگر از نت‌های همان آکورد یا به آکورد بعدی وصل می‌شود. «کشش» این نت نباید از نت‌های طرفینِ خود بیشتر باشد و در «ضرب ضعیف» قرار می‌گیرد. با این روش می‌توان همزمان از دو نت گذر استفاده کرد.

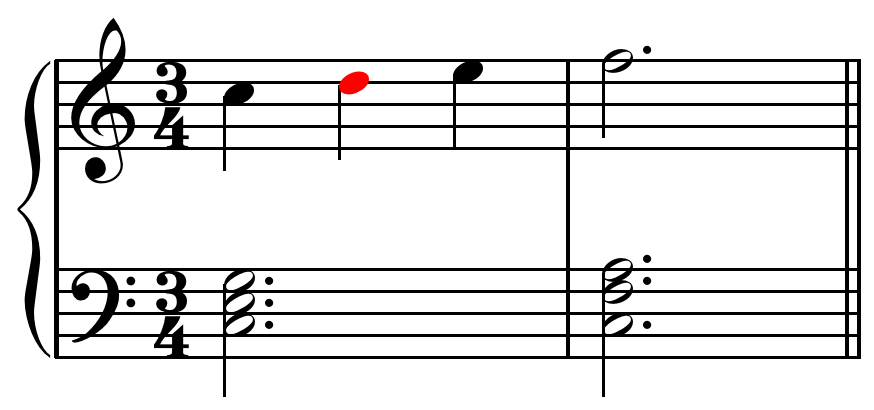
نت گذر (به رنگ قرمز) در این مثال نت گذر در درون یک آکورد استفاده شده‌است.

### نت آپاژیاتور
این نت برخلاف دیگر نت‌های زینت در ضرب قوی یا قسمت‌های قوی میزان قرار می‌گیرد. نت آپاژیاتور چه به صورت دیاتونیک یا کروماتیک، نتی غریبه نسبت به آکورد است و باید در یکی از نت‌های همان آکورد حل شود. در کاربرد این نت می‌توان همزمان از دو نت آپاژیاتور چه به صورت موازی یا حرکت مخالف نسبت به هم استفاده کرد. «کشش» نت آپاژیاتور باید کمتر از نت بعدی یا مساوی با آن باشد.

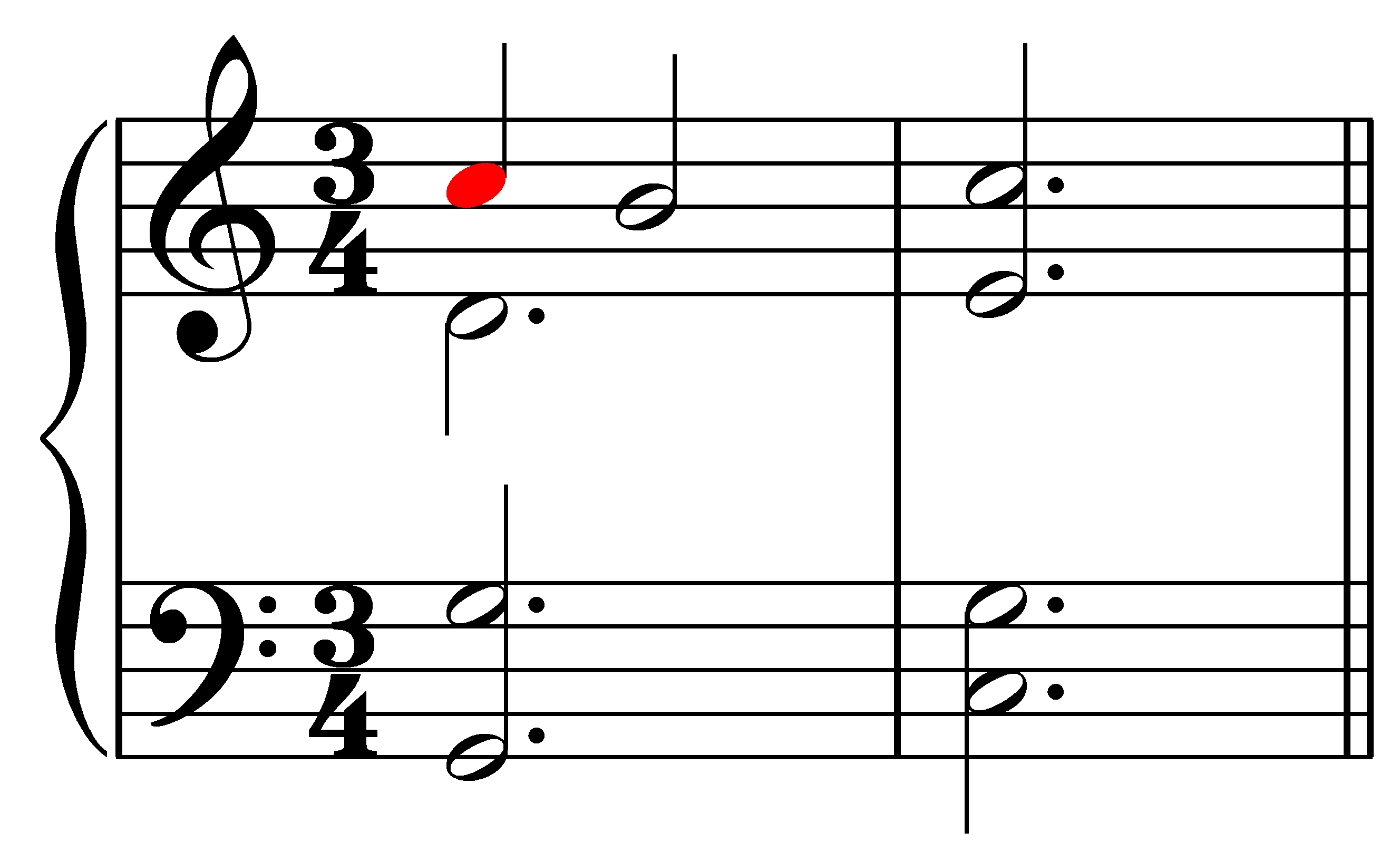
نت آپاژیاتور (به رنگ قرمز)

### نت تأخیر
نتی است متعلق به آکورد قبل که به «ضرب قوی» آکورد بعدی به صورت پیوسته پیوند خورده‌است. این نت وقتی از نت قبلی آکورد جا می‌ماند، تبدیل به نتی نامطبوع در آکورد جدید شده و باید به یک نت پایین‌تر حل شود. «کشش» نت تأخیر کوتاه است و نباید نسبت به نتِ حل بیشتر باشد.

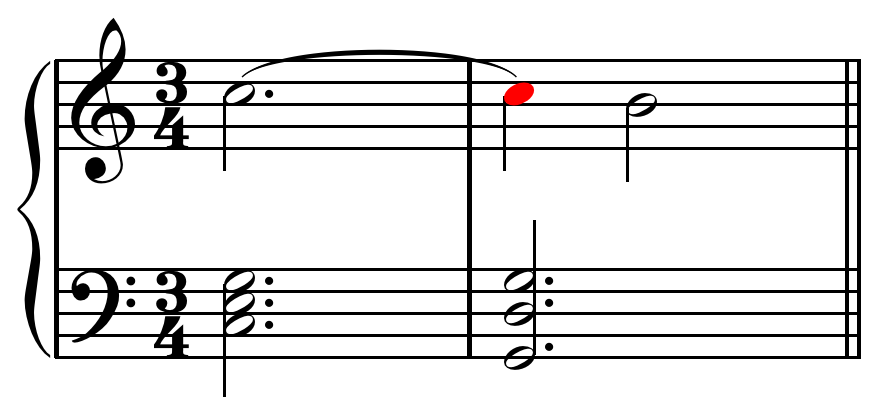
نت تأخیر (به رنگ قرمز) در این مثال نت «دو» از درجه یک (I) گام به درجه پنج (V) متصل است و سپس روی نت «سی» حل می‌شود.

### نت گریز
نت گریز یا «اِشاپه» از مجموعِ حرکتِ سه نت به وجود می‌آید. این حرکت بدین صورت است که یک نت به «فاصله دوم» به بالا از آکورد جدا شده و در یک حرکتِ پایین رونده، به یک «فاصلهٔ سوم» در آکورد بعدی می‌رسد. نت دوم در این مجموعه «نت گریز» نامیده می‌شود. نت اِشاپه به خاطر غریبه‌بودن با آکورد، می‌تواند تغییرات کروماتیکی نیز داشته باشد و کشش آن کمتر یا مساوی با نت‌های طرفین خود است.

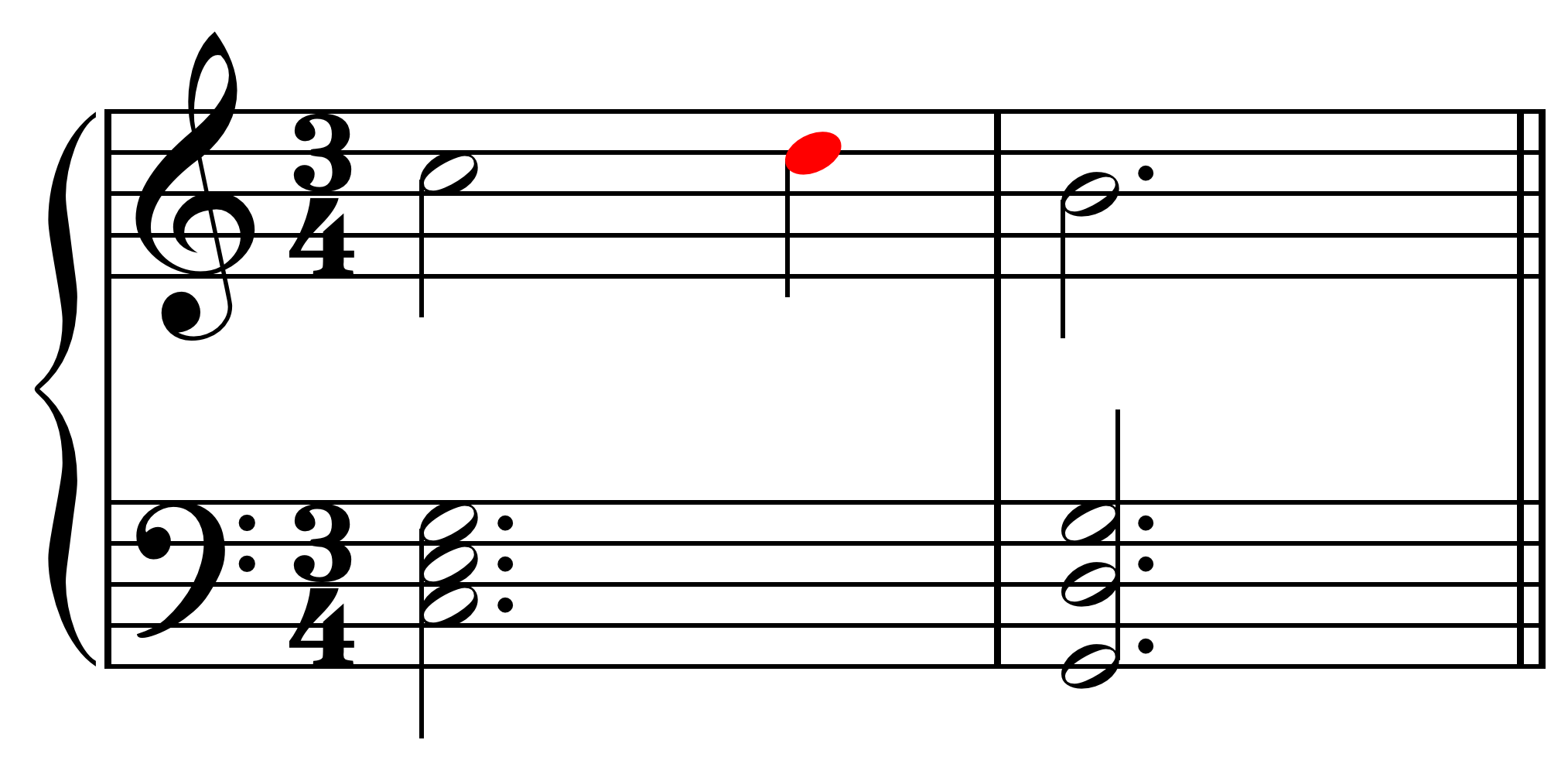
مجموع حرکت سه نت در بخش سوپرانو، نت «ر» اشاپه نامیده می‌شود.

### کامبیاتا
کامبیاتا متشکل از سه یا چهار نت است. در روش سه نتی از یک «پرش سوم» به پایین و یک «پرش دوم» به بالا ایجاد می‌گردد و به صورت معکوس استفاده نمی‌شود. در این حرکت حداقل یک نت و حداکثر سه نت می‌توانند نسبت به آکورد غریبه باشند. کامبیاتا به‌طور طبیعی از ضرب قوی میزان شروع می‌شود. کشش نت‌های کامبیاتا ممکن است متفاوت با هم باشند و از نت‌های کروماتیک هم استفاده می‌شود.

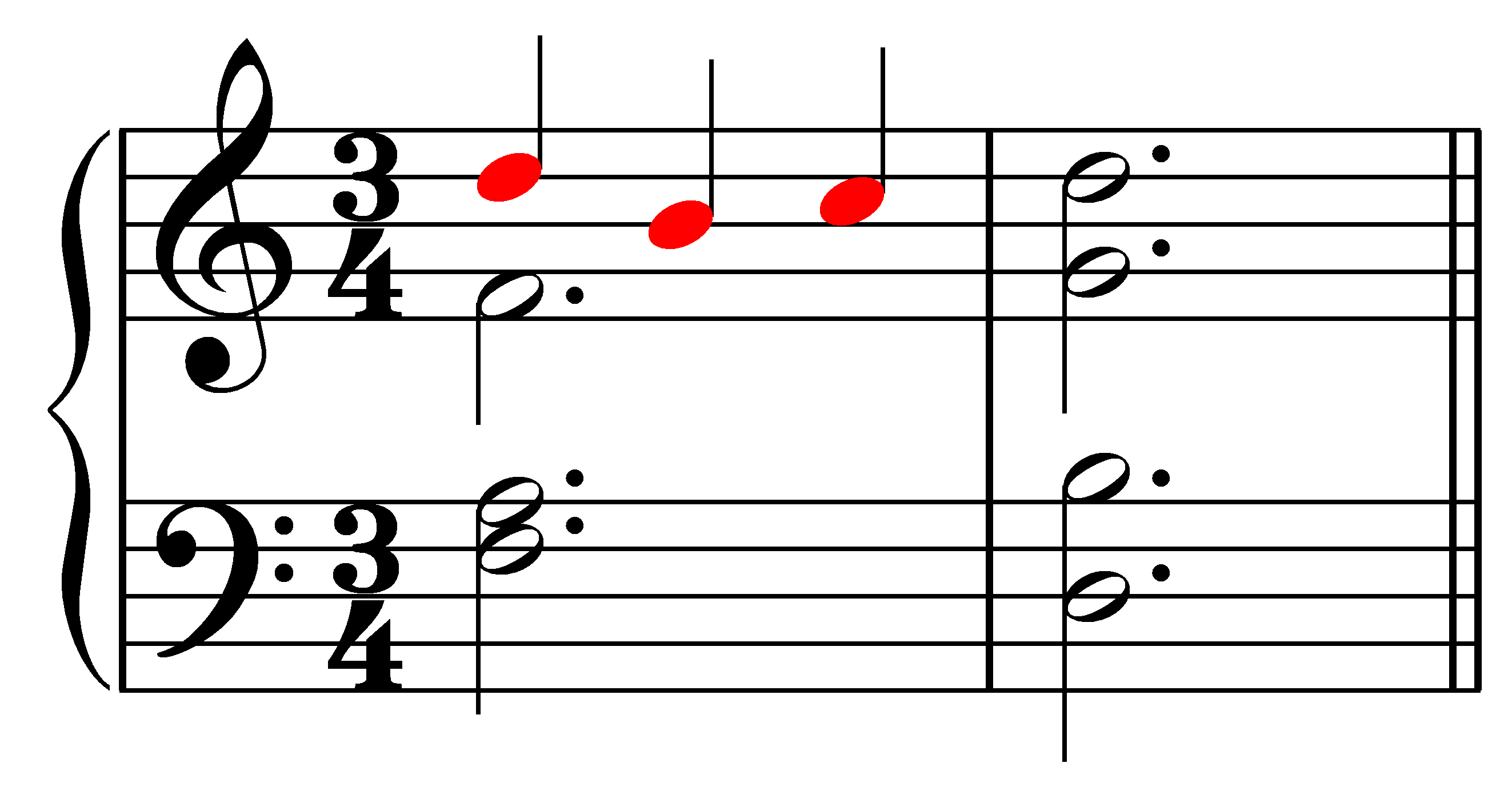
کامبیاتا

### نت پدال
نت پدال به معنی پایی، در دانش هارمونی و در موسیقی از شستی‌های ارگ گرفته شده‌است که با پا، در بم‌ترین قسمتِ ساز نواخته می‌شد. نت پدال نتی است کشیده در چندین میزان که معمولاً در بخش باس قرار می‌گیرد. نت پدال می‌تواند بدون توجه به درجاتِ آکورد و نوع وصل آن‌ها به کار گرفته شود اما در شروع و پایان باید فاصله‌ای مطبوع با آکورد بالاتر از خود داشته باشد. نت پدال در تاریخِ موسیقی نقش مهمی در سبکهای مختلف داشته‌است. در دوره باروک و کلاسیک نت پدال می‌بایست با آکوردهای آن در یک گام دیاتونیک قرار می‌گرفت ولی در دوره رومانتیک این قاعده نادیده گرفته شد و از نت‌ها و آکوردهای آلتره همراه با نت پدال استفاده می‌شد.

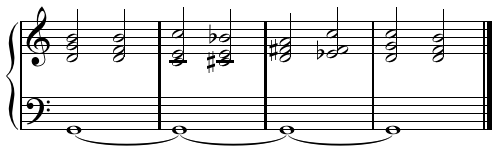
نت پدال در بخش باس

## یادداشت
1. ↑  Anticipation
2. ↑  Neighbor tone
3. ↑  Passing tone
4. ↑  Appoggiatura
5. ↑  Suspension
6. ↑  Escape tone
7. ↑  cambiata